# Parafia św. Teresy od Dzieciątka Jezus w Białowieży
Parafia pw. św. Teresy od Dzieciątka Jezus w Białowieży – rzymskokatolicka parafia należąca do dekanatu Białystok–Dojlidy, archidiecezji białostockiej, metropolii białostockiej. 

## Obszar parafii
W granicach parafii znajdują się miejscowości
- Białowieża,
- Grudki,
- Podolany,
- Pogorzelce,
- Zwierzyniec.

## Miejsca święte
Kościół parafialny
Kościół pw. św. Teresy od Dzieciątka Jezus w Białowieży
Kościoły filialne i kaplice
Kaplica w DPS "Rokitnik" w Białymstoku
Cmentarz
Parafia korzysta z cmentarza będącego w administracji prawosławnej parafii św. Mikołaja.

## Historia parafii
Od XVI w. Białowieża należała do parafii w Kamieńcu Litewskim. Po utworzeniu w 1778 ośrodka duszpasterskiego w Narewce, jako filii parafii w Narwi, Białowieża znalazła się w tej filii.  
XIX wiek
W 1866, po zabraniu kościoła w Narewce na cerkiew przez władze carskie, Białowieża została włączona do parafii w Szereszewie.  
XX wiek
Po I wojnie światowej
Po odzyskaniu przez Polskę niepodległości otworzyła się możliwość utworzenia parafii w Białowieży. Pierwszym miejscowym duszpasterzem (od 1924) i organizatorem parafii był ks. Józef Dowgwiłło. Początkowo nabożeństwa odbywały się w kaplicy, urządzonej w dawnej sali jadalnej pałacu carskiego. Dwa pomieszczenia na jej potrzeby zostały wydzierżawione od Dyrekcji Lasów Państwowych i firmy Centaur.  
Pierwotnie kaplica podlegała pod parafię w Narwi, jednakże już 15 sierpnia 1926 biskup sufragan wileński Kazimierz Mikołaj Michalkiewicz, sprawujący wówczas funkcję wikariusz kapitulny archidiecezji wileńskiej, erygował parafię w Białowieży.  
Budowę neorenesansowego kościoła parafialnego według projektu Borysa Zinserlinga rozpoczęto w 1927. Świątynię pod wezwaniem św. Teresy od Dzieciątka Jezus konsekrował 15 października 1934 arcybiskup wileński Romuald Jałbrzykowski. Z powodu braku funduszy, świątynia przez dłuższy czas nie była wykończona. 
Po II wojnie światowej
W latach 70. XX w. miały miejsce prace wykończeniowe i remontowe. Wnętrze kościoła ozdobiono elementami rogów, korzeni i fragmentów drzew.  
XXI wiek
W 2007 w kościele zainstalowano 17-głosowe organy. 

## Proboszczowie
- 1936–1953: ks. Antoni Skalski[2]
- 1953–?: ks. Józef Czerniawski
- ?–?: ks. Edward Borys
- ?–?: ks. Alfred Mikołajewicz
- ?–1955: ks. Mikołaj Woynarowski
- 1955–1972: ks. Marian Cierpik
- 1972–1975: ks. Wincenty Grzybowski
- 1975–1980: ks. Konrad Pochodowicz
- 1980–1986: ks. Franciszek Wiatr
- 1986–1991: ks. Stanisław Gudel
- 1991–1992: ks. Ryszard Paszkiewicz
- 1992–1994: ks. Stanisław Łukaszewicz
- 1994–1999: ks. Jerzy Buzun
- 1999–2005: ks. Andrzej Kondzior
- 2005–2008: ks. Andrzej Matel
- od 2008 : ks. Bogdan Popławski